# Parrandas

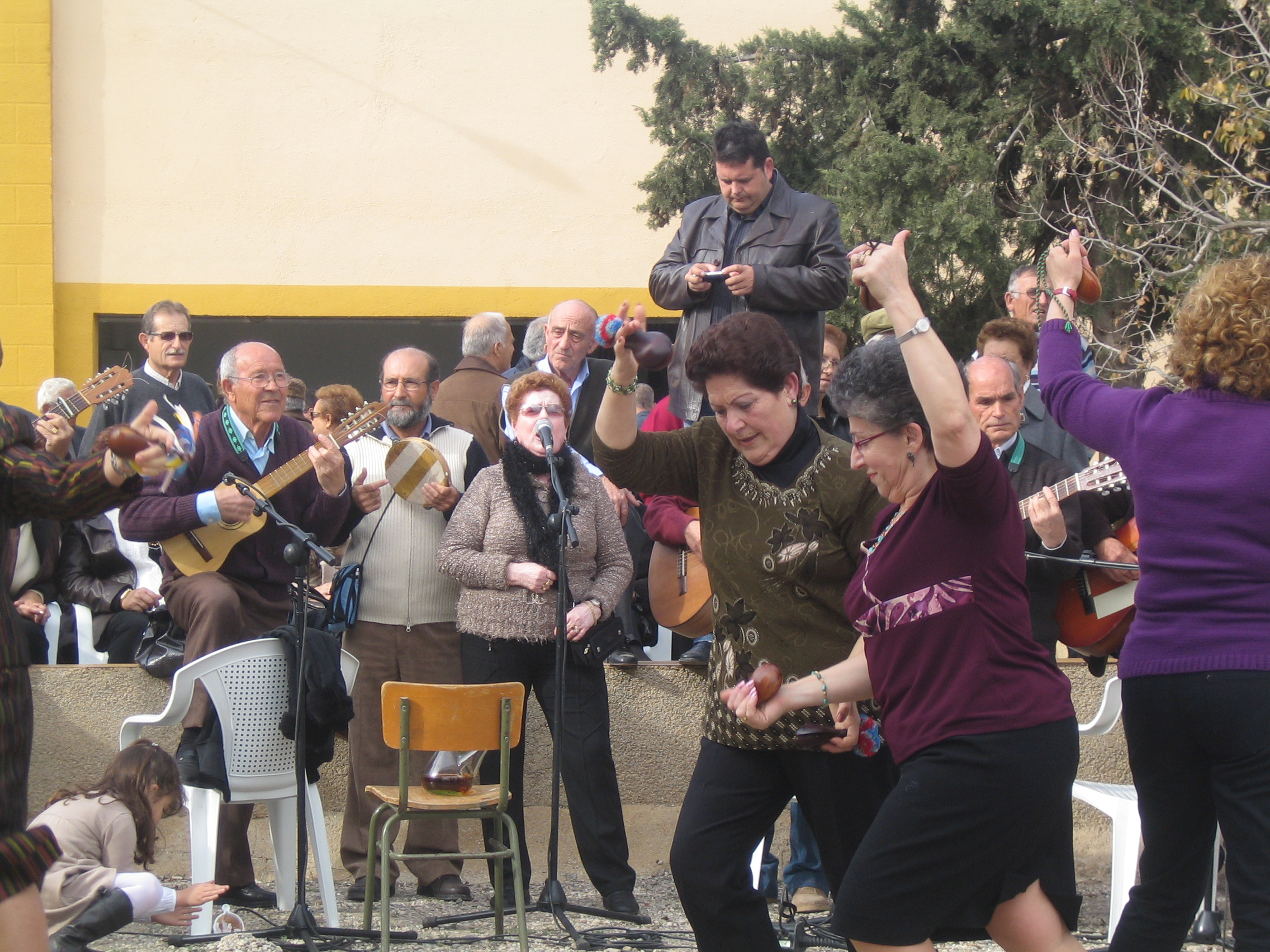
Baile de parrandas de una cuadrilla

Las parrandas son un baile tradicional de la Región de Murcia, las comarcas del norte y este de la provincia de Almería (Los Vélez, Levante Almeriense y Valle del Almanzora), así como los Campos de Hellín y la comarca de la Sierra del Segura en la provincia de Albacete.

## Etimología
El origen del nombre de esta danza guarda relación con el significado de la palabra parranda que según el DRAE es una "cuadrilla de músicos o aficionados que salen de noche tocando instrumentos de música o cantando para divertirse" y una "juerga bulliciosa, especialmente la que se hace yendo de un sitio a otro".

## Origen
La parranda tiene su origen en la seguidilla, formándose a partir de las características y evolución propias del sureste Español. (que está en la parte entre el sur y el este de España)

## Música
Las parrandas están compuestas por  tres danzas que se completan con tres estribillos. Su firmeza es similar a la de la Seguidilla castellana (música) .Introducción, salida, vuelta y copla. La melodía es Escala diatónica y silábica. Tiene un ritmo ternario y su armonía es tonal en modo mayor. Las tres variantes principales son las parrandas del uno, las del tres y del campo.
Se acompaña con postizas, la variante murciana de la castañuela, y con chasquidos de dedos, llamados pitos. La música se realiza mediante guitarras, guitarros, violines, bandurrias y otros instrumentos propios de la zona.

## Baile
Al comenzar el baile se hacen dos filas, quedando las parejas de frente. En su estructura básica, se comienza por unos pasos laterales y a continuación los bailadores se cruzan con su pareja y dan un giro sobre sí mismos. Sin embargo son muchas las variedades de los pasos y giros propios de cada población o comarca.

## Variedades
La variedad de la Comarca del Noroeste en la Región de Murcia y de las poblaciones de la Sierra de Segura de Albacete se denominan pardicas.

## Interpretación
Las parrandas son representadas por las Cuadrillas de Ánimas y por los grupos folclóricos de la Región de Murcia y las provincias circundantes. Son unas piezas fundamentales en las muestras de música tradicional de estos territorios y en diversos festivales de folclore.